# Mick Jones (calciatore 1947)
Mick Jones, all'anagrafe Michael Jones (Sunderland, 24 marzo 1947 – 9 agosto 2022), è stato un allenatore di calcio e calciatore inglese, di ruolo difensore.

## Palmarès

### Club

#### Competizioni nazionali
- Second Division: 1

Derby County: 1968-1969
- Fourth Division: 2

Notts County: 1970-1971
Peterborough United: 1973-1974